# Tom Kozelko
Thomas William Kozelko, detto Tom (Traverse City, 1º luglio 1951), è un ex cestista statunitense, professionista nella NBA e in Italia.

## Carriera
Venne selezionato dai Capital Bullets al terzo giro del Draft NBA 1973 (48ª scelta assoluta).